# 北郷久秀
北郷 久秀（ほんごう ひさひで）は、室町時代前期の日向の武将。北郷氏3代当主。2代当主北郷義久の三男。
長兄及び次兄は出家したため、三男である久秀が家督を継いだ。永和元年／天授元年（1375年）、室町幕府九州探題今川了俊が少弐冬資を謀殺した水島の変の後、了俊に反旗を翻した島津氏を討伐するため、了俊は子の満範や貞兼を日向に派遣し島津氏を攻撃した。島津方と今川方の戦いは応永2年（1395年）、了俊が上京し九州探題を罷免されるまで続いた。
明徳5年（1394年）、久秀の外祖父である和田正覚と高木氏が守る島津方の三股（現在の宮崎県北諸県郡三股町）梶山城を今川氏と今川方の国人相良氏、伊東氏、土持氏、北原氏が攻めた。島津氏及び北郷氏は梶山城の救援に駆けつけたが、久秀及び弟の忠道は討死し、梶山城は落城した。義久は都城に薦福寺を建立し2人の菩提を弔った。家督はもう1人の弟の知久が継いだ。
忠通の法名は聖安道賢大禅定門。2人の墓は三股町の大昌寺跡に現存しており、町の文化財に指定されている。また、墓の傍には久秀が死ぬ間際に座ったと伝えられる腰掛石が保存されている。